# Episodi di Wingin' It (prima stagione)
La prima stagione della serie televisiva Wingin' It è stata trasmessa dal 3 aprile 2010 al 20 giugno 2010 sul canale Family Channel. In Italia è andata in onda su Disney Channel dal 13 settembre al 28 settembre 2011.
| nº | Titolo originale             | Titolo italiano                | Prima TV Canada | Prima TV Italia   |
| -- | ---------------------------- | ------------------------------ | --------------- | ----------------- |
| 1  | Basket Case                  | Angelo tirocinante             | 3 aprile 2010   | 12 settembre 2011 |
| 2  | She Blinded Me With Science  | Il progetto di scienze         | 3 aprile 2010   | 13 settembre 2011 |
| 3  | Getting Out Of Dodge         | Schivate magiche               | 11 aprile 2010  | 14 settembre 2011 |
| 4  | Cheer Me Up                  | Il Cheerleader                 | 18 aprile 2010  | 15 settembre 2011 |
| 5  | One Flu Over the Talent Show | Il Talent Show                 | 25 aprile 2011  | 16 settembre 2011 |
| 6  | Hold the Dressing            | La sfilata di moda             | 2 maggio 2010   | 19 settembre 2011 |
| 7  | Spinner and the Saint        | Dj per un giorno               | 9 maggio 2010   | 20 settembre 2011 |
| 8  | Big Hairy Deal               | Il signor Becker               | 16 maggio 2010  | 21 settembre 2011 |
| 9  | Porter Jackson Can't Lose    | Le elezioni                    | 23 maggio 2010  | 22 settembre 2011 |
| 10 | School Spirit                | Il "dono" della signora Lennox | 30 marzo 2010   | 23 settembre 2011 |
| 11 | Do Over                      | La presentazione di storia     | 6 giugno 2010   | 26 settembre 2011 |
| 12 | Almost Too Famous            | Troppo famoso                  | 13 giugno 2010  | 27 settembre 2011 |
| 13 | Dramarama                    | Il bacio di scena              | 20 giugno 2010  | 28 settembre 2011 |

## Angelo tirocinante
- Titolo originale: Basket Case
- Diretto da: Steven Wright
- Scritto da: Frank Van Keeken

### Trama
Carl è la persona più sfortunata del suo liceo, la Bennett High School e in suo aiuto arriva Porter, un angelo tirocinante che deve guadagnarsi le sue ali d'angelo. A scuola, Porter iscrive Carl ad una gara di tiri liberi per accrescere la sua popolarità, ma Serge, il più atletico del liceo, lo sfida al di fuori della competizione; Carl, però, è negato in questa disciplina, ma durante la sfida con Serge riesce a vincere sia grazie a Porter che fa qualche magia e anche grazie alla fiducia che incomincia ad avere in se stesso; poi riceve l'invito di Brittany per la sua festa, come premio per la vittoria.

## Il progetto di scienze
- Titolo originale: She Blinded Me With Science
- Diretto da: Ron Murphy
- Scritto da: Ramona Barckert

### Trama
Alex invita Carl a fare coppia con lui per scienze. Quando è il momento di decidere, Brittany si offre per fare coppia con Carl, il quale subito accetta. Alex così deve stare con le sorelle Listern, detestando Carl per il suo comportamento. Porter, allora, fa sembrare Brittany un mostro agli occhi di Carl, che capisce l'errore e si scusa con Alex.

## Schivate magiche
- Titolo originale: Getting Out Of Dodge
- Diretto da: Ron Murphy
- Scritto da: Roger Fredericks

### Trama
Quando Serge sfida Carl nella partita di dodgeball, Carl supplica Porter di aiutarlo. L'incantesimo di Porter aiuta Carl a schivare ogni palla, attirando l'attenzione delle ragazze. Ma l'incantesimo funziona anche al di fuori del dodgeball. Così, quando schiva il suo primo bacio, chiede a Porter di annullare la magia, che però viene schivata. Allora, il Dr. Cassabi chiama un gruppo di esperti per annullare l'incantesimo.

## Il Cheerleader
- Titolo originale: Cheer Me Up
- Diretto da: Steve Wright
- Scritto da: A.M. Reid e Max Reid

### Trama
Quando un membro della squadra di cheerleader della Bennet High School prende una distorsione alla caviglia, la squadra è costretta a fare dei provini. Brittany arruola Carl nella squadra dopo aver visto un DVD di lui che esegue delle spettacolari acrobazie. In realtà Carl non ha mai eseguito quelle mosse, è stato Porter a creare quel finto DVD per farlo entrare nella squadra e farlo diventare più popolare. Un incantesimo di Porter fa in modo che Carl sia il miglior cheerleader della squadra, ma quando Brittany capisce che lui la rimpiazzerà come capitano, scambia il compito di matematica di Carl con quello di Alex, così prende un'insufficienza che non gli permette di fare il tifo nella prossima partita. Ma quando la professoressa si accorge che non è stato Carl a commettere quagli errori e che è molto bravo nelle medie matematiche, gli dà una A, così può fare il tifo ravvivando la squadra e facendo vincere la partita. Intanto, Jane è alla ricerca dell'ultimo capitolo di un libro che ha letto e l'ha affascinata, "Claire la cosmonauta". Quando però incontra l'autrice del libro (in realtà un angelo, amica di Cassabi) che le confessa di non aver pubblicato l'ultimo capitolo, Jane ne inventa uno e lo racconta a tutti gli appassionati.

## Il Talent Show
- Titolo originale: One Flu Over the Talent Show
- Diretto da: Steve Wright
- Scritto da: A.M. Reid e Max Reid

### Trama
A scuola Carl, Jane e Porter organizzano un Talent Show per raccogliere fondi affinché la squadra di pallavolo della scuola vada in trasferta. Ma la band che doveva fare da attrazione speciale della serata li bidona all'ultimo minuto. Così si esibisce la band di Alex e Carl con Porter come cantante. Ma il Dr. Cassabi avverte che Porter ha l'influenza angelica ed è Carl a cantare, con tonalità diverse a causa dell'aiuto di un Porter malato.

## La sfilata di moda
- Titolo originale: Hold the Dressing
- Diretto da: Steve Wright
- Scritto da: A.M. Reid e Max Reid

### Trama
Carl, Jane e Alex devono fare una ricerca sul comportamento delle persone al mondo d'oggi e la svolgono al centro commerciale. Porter, però, sempre per accrescere la popolarità di Carl, gli fa fare una prova per diventare commesso in un noto negozio di vestiti per giovani. Con il suo aiuto viene assunto; ma il negozio è nello stesso shopping center dove Jane e Alex fanno la ricerca e così deve stare attento a non farsi vedere dagli amici, che credono li abbia abbandonati. La prima cliente è un'anziana signora che deve prendere un vestito; non riuscendo a decidersi, lo fa provare a Carl, obbligato dalla superiore. Il guru della moda Franz lo fa partecipare alla sfilata organizzata nel centro commerciale constatando quanto stesse bene con il vestito a fiori.
Alla fine, Alex e Jane lo perdonano per averli abbandonati poiché inconsapevolmente aveva fatto la ricerca, a quel punto molto preziosa in quanto ai due avevano confiscato il video sull'onestà delle persone perché girato senza permesso in luogo pubblico.

## Dj per un giorno
- Titolo originale: Spinner and the Saint
- Diretto da: Steve Wright
- Scritto da: Conor Casey e Lyndon Casey

### Trama
Carl organizza una festa a casa. Inizialmente la festa è noiosa, poiché vengono solo Brittany, Alex e Jane. Porter allora trasforma se stesso e il cugino in DJ. La festa è un successo ma la mamma di Carl la interrompe a causa del volume troppo alto. Così Carl e Porter vengono messi in punizione. A scuola, Brittany vuole i due come DJ per il ballo. Carl accetta e, una volta giunta la sera, Porter crea dei sosia. Questi si rivelano malvagi, poiché creati con lo specchio e quindi con sentimenti e caratteristiche speculari e alla festa creano scompiglio, sfidando Serge a ballare. Quest'ultimo era stato allenato invano da Jane, poiché il bullo è innamorato di Madeline, una ragazza conosciuta alla festa di Carl. Dopo essersi liberati e aver lasciato Dennis a casa, i veri Porter e Carl giungono sul posto e l'angelo annulla l'incantesimo. Serge e la ragazza ballano felici, grazie alla magia del Dr. Cassabi. A casa però i due ricevono doppia punizione, avendo, la mamma e Becky, scoperto il trucco di Dennis.

## Il signor Becker
- Titolo originale: Big Hairy Deal
- Diretto da: Steve Wright
- Scritto da: Roger Fredericks

### Trama
Credendo che un paio di baffi gli sarebbero stati bene, Carl chiede a Porter di fargliene crescere un paio, ma quest'ultimo si dimentica che la magia dura una settimana. Quando Porter gli fa indossare anche degli abiti da professore, il preside scambia Carl per il supplente di matematica, il professor Becker; all'inizio il ragazzo è preoccupato, ma poi ci prende gusto e diventa molto amato dai suoi studenti. Il preside, però, chiama la madre di Carl per chiederle spiegazioni sulle assenze del figlio e convoca nel suo ufficio sia Carl, sia il professor Becker. Alla fine, grazie alla magia, Carl riesce a cavarsela.

## Le elezioni
- Titolo originale: Porter Jackson Can't Lose
- Diretto da: Ron Murphy
- Scritto da: Ramona Barckert

### Trama
A scuola ci sono le elezioni; Jane si candida come presidente e sceglie Carl come vice; nel loro programma hanno in mente di tagliare i fondi per il club di sci e di altre cose di cui usufruiscono quelli popolari della Bennet High.
Brittany e Serge, dal canto loro, fanno candidare Porter a sua insaputa, così, appena lo scopre va dal preside a ritirarsi dando le adeguate spiegazioni, ma il preside dice che non può ritirarsi poiché ritenuto da tutti uno studente modello. Così inizia la campagna pubblicitaria. Porter fa di tutto per diventare impopolare: sceglie Alex come vicepresidente e si veste o fa cose come uno impopolare; la gente, però, anziché votare Carl, continua a sostenere Porter, poiché ogni cosa che fa viene ritenuta come una nuova moda.
Il giorno delle votazioni, Porter mostra un video (creato magicamente al momento) in cui è insieme alla mascotte della scuola rivale, la Terrendale High. Questo basta per far cambiare idea agli studenti della scuola, che votano per Jane e Carl.

## Il "dono" della signora Lennox
- Titolo originale: School Spirit
- Diretto da: Ron Murphy
- Scritto da: A.M. Reid e Max Reid

### Trama
Durante un evento scolastico, la madre di Carl vende biscotti alla Bennet High School. Carl, imbarazzato dalla presenza della mamma, chiede a Porter di non essere suo figlio per tutta la settimana. Ma, come al solito, la magia di Porter non va a buon fine e Carl finisce in un universo alternativo, dove non è mai nato. Viene quindi mandato in una dimensione parallela dove incontra una ragazza angelo tirocinante considerata dispersa. Purtroppo né Porter né lei possono invertire l'incantesimo, poiché solo un angelo completo può compiere la magia. Allora Cassabi convoca il Consiglio Supremo che apre un passaggio con l'altra dimensione, grazie anche alla sig.ra Lennox, che era l'unica a sentire Carl, grazie ai suoi poteri telepatici. Purtroppo il collegamento può reggere solo il tempo di un teletrasporto. La ragazza allora manda Carl, sacrificandosi. Ma grazie a questa azione, diventa un angelo completo e così riesce a tornare nella dimensione "normale".

## La presentazione di storia
- Titolo originale: Do over
- Diretto da: Ron Murphy
- Scritto da: A.M. Reid e Max Reid

### Trama
Carl deve fare una presentazione di storia con Jane, ma la prima presentazione non va a buon fine; perciò Porter fa una magia per mandare indietro il tempo ma sbaglia incantesimo, mandando indietro di 1 ora ad ogni ora, così Carl deve rifare la presentazione fino a che Porter e Dennis (che sostituisce il Dr. Cassabi, andato in Egitto) non trovano una soluzione. Quando la trovano, Carl aveva fatto una pessima figura in classe pensando che tanto, poi, avrebbe ripetuto la lezione per un'altra volta e prende una F. 
Ma si fa perdonare da Jane e anche dalla classe per un'idea di Dennis, che si finge un procione rabbioso per poi farsi mandare K.O. da Carl.

## Troppo famoso
- Titolo originale: Almost too Famous
- Diretto da: Ron Murphy
- Scritto da: Ramona Barckert e Roger Fredericks

### Trama
Carl è stanco di essere "invisibile" e Porter gli fa un incantesimo. Dopo alcuni momenti piacevoli, la fama gli comincia a pesare. Carl incomincia così ad atteggiarsi da screanzato, visto il fallimento del controincantesimo lanciato dall'angelo, ma neanche ciò funziona. Il ragazzo sposta così l'attenzione su altri e, grazie al miracoloso evento delle sorelle Listern che parlano, tutto torna normale. Nel mentre della vicenda, Jane tenta di salvare il giornalino della scuola, ma ad aggravare la situazione c'è il preside che le affida Brittany affinché le migliori le sue capacitàin italiano. Insieme, le due ragazze riusciranno a far diventare un successo la piccola testata scolastica, sfruttando anche gli eventi che hanno coinvolto Carl.

## Il bacio di scena
- Titolo originale: Dramarama
- Diretto da: Ron Murphy
- Scritto da: A.M. Reid e Max Reid

### Trama
A scuola ci sono dei provini per fare l'attore nello spettacolo teatrale scritto da Jane. I vincitori del provino sono Porter, Brittany, Alex e Serge. Intanto il Dr. Cassabi è impegnato con l'ispettrice che deve verificare l'operato suo e di Porter. Alla fine però Porter e Brittany si ritirano dallo spettacolo e quindi i protagonisti divengono Carl e Jane. Alla fine, dopo il loro bacio, Carl inizia a provare qualcosa per Jane.
L'ispettrice, intanto, resta delusa dal comportamento dell'angelo, ma dopo aver visto lo spettacolo, decide di dare un giudizio positivo all'operato.